# Герб лена Вестра-Гёталанд
Герб лена Вестра-Гёталанд (швед. Västra Götalands läns vapen) — герб современного административно-территориального образования лена Вестра-Гёталанд, Швеция.

## История
Лен Вестра-Гёталанд образован 1998 после объединения ленов Гётеборг-Бохус, Скараборг и Эльвсборг. Герб нового лена утверждён в 1998 году.

## Описание (блазон)
Щит рассечённый и пересечённый, в первом лазоревом с тремя серебряными волнистыми влево перевязями поле  золотой лев влево с раздвоенным хвостом, червлёным вооружением, в закрытой короне, держит в отведенной назад правой лапе золотой меч, а в левой — лазоревый щиток с тремя золотыми коронами (2:1); во втором серебряном поле — червлёная крепость с зубчатой башней и двумя закрытыми золотыми воротами, слева вздыбленный на неё лазоревый лев с золотым вооружением, а справа — лазоревый меч прямо острием вверх, в 3-м серебряном поле — червлёный бык с золотыми рогами, языком и копытами; в 4-м скошенном слева на чёрное и золотое поле — лев в обратных цветах с червлёным вооружением, в чёрном поле вверху слева и внизу справа — по серебряной шестилучевыми звезде.

## Содержание
В гербе лена Вестра-Гёталанд объединены символы города Гётеборг и ландскапов Бохуслен, Дальсланд и Вестергётланд.
Герб лена может использоваться органами власти увенчанный королевской короной.

Герб Гётеборга
Герб Бохуслена
Герб Дальсланда
Герб Вестергётланда
Герб лена с королевской короной